# Dal-See
Der Dal-See ist ein 21 Quadratkilometer großer See östlich der Stadt Srinagar im indischen Unionsterritorium Jammu und Kashmir auf einer Höhe von 1583 Metern über dem Meeresspiegel. Der See ist der zweitgrößte des Unionsterritoriums und durchschnittlich 1,4 Meter tief und ist auch als „Juwel in der Krone von Kashmir“ bekannt. Der See ist bekannt für die vielen Hausboote, in denen nach letzten Studien über 8000 Menschen leben. Der See wird hauptsächlich zu touristischen Zwecken benutzt, der gewerbliche Fischfang ist von sekundärer Bedeutung. Dal entstammt der kashmirischen Sprache und bedeutet übersetzt „See“.

## Geologie und Geografie
Er ist von den Bergen Zabarwan, Takht-e-Suleiman und dem Hari Parbat umgeben. Rund um den See wurden verschiedene Parks und Gärten angelegt, die bereits in der Mogul-Ära entstanden. Zusammen mit der Aussicht auf den Himalaya bildet der See eine pittoreske Kulisse und ist daher ein beliebtes Ziel von Touristen.
Der Hauptzufluss des Dal-Sees ist der Telbal Nallah, der den Dal-See zu rund 80 % speist. Weitere wichtige Zuflüsse sind der Dachigam Nallah sowie der Dara Nallah. Abflüsse sind der Dal Gate und Nalla Amir im Südwesten, die den See in den nahgelegenen Fluss Jhelam entwässern. Der See hat zwei Inseln: Khan Sona Lank (deutsch Khan Goldinsel) und Rupa Lank (deutsch Silberinsel). Beide Inseln sind auch als Char Chinar bekannt, da auf beiden Inseln jeweils vier Orientalische Platanen wachsen.
Der See lässt sich in drei bis fünf Teile unterteilen: Das Nehru Park-Becken im Süden, Nishat-Becken im Osten und das Hazratbal-Becken im Norden gehören mit Sicherheit zum Dal-See. Manchmal ebenfalls dazugezählt werden der Nagin-See sowie der Brari Nambal (auch bekannt als Bab Demb), die beide im Westen gelegen sind. Alle fünf Becken sind mit Kanälen miteinander verbunden, von denen die meisten auf natürliche Weise entstanden und auch als Schiffsrouten dienen. Der tiefste Punkt mit 6 Metern liegt im Nagin-Becken, wobei der Nagin-See sowie der Brari Nambal als eigenständige Seen angesehen werden. Das Einzugsgebiet des Dal-Sees beträgt 316 km².
Der größte Teil des Ufers ist auf einer Länge von 15,5 Kilometern ausgebaut mit Promenaden, Gärten und ähnlichem. Auch der Campus der University of Kashmir befindet sich am Ufer. Ganz in der Nähe befinden sich der Anchar-See.

## Flora und Fauna
Speziell am Dal-See sind die sogenannten schwimmenden Gärten, die in Kashmiri „Rad“ genannt werden. In den im Westen des Sees gelegenen Gärten werden Tomaten, Gurken und Melonen angepflanzt. Im Juli und August blühen auf dem See Lotosblumen. Wasserlilien und Wasserkastanien finden sich ebenfalls auf dem See.
Im See gibt es insgesamt 51 verschiedene Zooplankton-Arten, die den Unterarten der Protozoa, Rotifera und Crustacea angehören sowie 27 Taxen bei den Rädertierchen. Die in den frühen 1960er-Jahren im See ausgesetzten Spiegelkarpfen sind zur dominanten Spezies im See geworden, die auch für die Fischerei einen hohen Stellenwert besitzen. Die Spiegelkarpfen haben den Bestand der zuvor einheimischen Karpfen der Gattung Schizothorax merklich reduziert. Ebenfalls heimisch im See ist der Glimmerlabeo, der auch als „Indischer Algenfresser“ bezeichnet wird.
In den letzten Jahrzehnten hat sich die Wasserqualität im Dal-See wesentlich verschlechtert. Eine Verbindungsstraße über den See wurde gebaut und auch die schwimmenden Gärten wurden erweitert. Durch das wachsende Touristeninteresse gibt es immer mehr Hausboote auf dem See, die zusammen mit den Hotels und Überbauungen rund um den See zur vermehrten Verschmutzung des Sees beitragen. Zusätzlich werden Wasserhyazinthen und Silt problematisch für die Ökologie des Sees. Der pH-Wert des Wassers liegt zwischen 7 und 9.3, ohne größere Unterschiede zwischen dem Wasser an der Oberfläche und jenem am Untergrund. Um die ökologischen Probleme des Sees in den Griff zu bekommen, empfiehlt Buchautor Mubashir Jeelani das Entfernen der schwimmenden Gärten sowie die Kontrolle des Abwassers und der Abfälle, die von Häusern, Hotels und Hausbooten in den See geleitet werden.

## Klima
Während der Wintermonate ist der See meist zugefroren, die Temperaturen fallen zu dieser Zeit auf bis zu −11 °C (durchschnittlich 1–11 °C). Der Frühling und Sommer sind die Nassperioden, die jährliche Niederschlagsmenge in der Region beträgt 655 mm. Während der Schneeschmelze in dieser Zeit führen auch der Dachigam Nallah und der Dara Nallah größere Wassermengen in den See. Im Sommer beträgt die Temperatur zwischen 12 °C und 30 °C.

## Geschichte

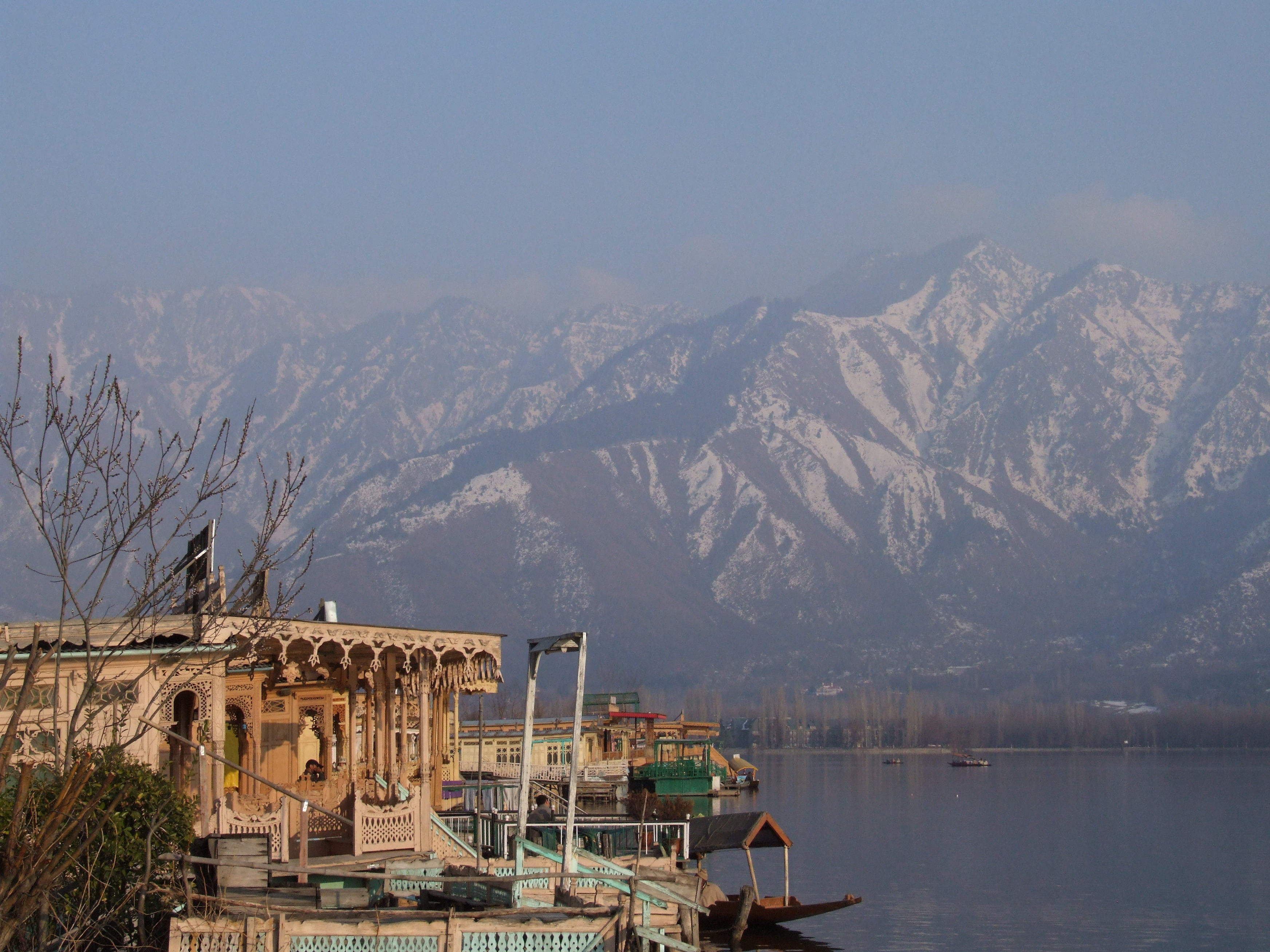
Hausboote auf dem Dal-See

Der Dal-See wurde bereits von 1420 bis 1470 von Sultan Zain-ul-Abidin als Erholungsgebiet genutzt, der ebenfalls für den Bau der Insel Sona Lank verantwortlich gewesen sein soll. Die zweite Insel, Rupa Lank, wurde von Sultan Hassan Shah von 1475 bis 1478 erbaut. Von 1771 bis 1774 hat der Gouverneur von Kashmir, Ameer Khan, Sona Lank renoviert. Während der britischen Kolonialherrschaft hatte der Dogra Maharaja von Kashmir den Hausbau in dem Tal untersagt. In der Folge siedelten sich die Briten in Hausbooten am Dal-See an. Nach der Unabhängigkeit Indiens wurden diese Hausboote weiterhin von den Einheimischen betrieben und großenteils zu Touristenunterkünften ausgebaut. In den späten 1980er-Jahren begann ein Siedlungsboom um den See herum und neue Hotels entstanden (von 1973 bis 1994 verdoppelte sich die Bevölkerungszahl rund um den See). Ebenfalls in diesen Jahren wurde die fünf Kilometer lange Foreshore-Straße entlang der nördlichen Küste des Sees angelegt.